# Phồn hoa
Phồn hoa (tiếng Trung: 繁花; bính âm: Fán Huā) là một bộ phim truyền hình Trung Quốc do Vương Gia Vệ đạo diễn và chịu trách nhiệm sản xuất. Đây là một chuyển thể truyền hình từ tiểu thuyết Phồn hoa của nhà văn Kim Vũ Trừng. Lấy bối cảnh Thượng Hải vào thập niên 1990, bộ phim truyền hình này có sự tham gia của các diễn viên Hồ Ca, Mã Y Lợi, Đường Yên, và Tân Chỉ Lôi. Đây là bộ phim truyền hình đầu tiên trong sự nghiệp của Vương Gia Vệ và được coi là phần tiếp nối hai tác phẩm điện ảnh xuất sắc của ông là Tâm trạng khi yêu và 2046. Phồn hoa được công chiếu lần đầu tiên vào ngày 27 tháng 12 năm 2023 trên các nền tảng của CCTV-8 và Tencent Video.

## Cốt truyện
Thượng Hải thập niên 1990 là thành phố tràn ngập cơ hội và những niềm hy vọng. A Bảo (Hồ Ca) nhờ vào những cơ hội của cải cách kinh tế và năng lực bản thân để vươn lên trong giới kinh doanh và trở thành cái tên trẻ tuổi Bảo Tổng được nhiều người kính nể trong giới kinh doanh ở phố Hoàng Hà. Trên bước đường đời, A Bảo không chỉ gặp rất nhiều trở ngại trên thương trường mà cuộc sống riêng của anh cũng có nhiều khúc mắc, nhất là trong mối quan hệ giữa anh và Linh Tử (Mã Y Lợi) và Uông Minh Châu (Đường Yên).

## Bảng phân vai
- Hồ Ca vai A Bảo
- Mã Y Lợi vai Linh Tử
- Đường Yên vai Uông Minh Châu
- Tân Chỉ Lôi vai Lý Lý
- Du Bổn Xương vai ông chú
- Trần Long vai Đào Đào

## Sản xuất

### Tiền kỳ
Tháng 3 năm 2019, Vương Gia Vệ chính thức công bố kế hoạch chuyển thể tiểu thuyết Phồn hoa tại cuộc gặp mùa xuân của Hiệp hội biên kịch Hồng Kông. Theo đạo diễn họ Vương, ông đã ấp ủ tác phẩm này trong suốt 4 năm và đã chuẩn bị hoàn thành kịch bản chủ ý sẽ tiếp nối tuyến truyện của Tâm trạng khi yêu và 2046 với bối cảnh Thượng Hải với các diễn viên phải nói được tiếng Thượng Hải. Tháng 10 năm 2019, phó chủ tịch hãng Tencent Video công bố việc chuẩn bị tiền kỳ cho Phồn hoa đã hoàn thành và phim sẽ bắt đầu được quay từ mùa xuân năm 2020.
Tháng 3 năm 2020, Vương Gia Vệ đến Thượng Hải để chuẩn bị cho cả chuyển thể điện ảnh và truyền hình của Phồn hoa. Ngày 2 tháng 8 năm 2020, bộ phim truyền hình này chính thức được công bố tại hội nghị thường niên của Tencent Video với sự tham gia của diễn viên Hồ Ca Ngày 5 tháng 8 năm 2020, để tái hiện bối cảnh lịch sử của phim, các nhà sản xuất đã đăng báo kêu gọi người dân Thượng Hải hãy cung cấp cho đoàn làm phim các vật phẩm cũ của thập niên 1990. Bản thân Hồ Ca, Kim Vũ Trừng, và Vương Gia Vệ đã chia sẻ những chiếc máy khâu cũ, áo cưới, hay những chai rượu Thiệu Hưng để khuyến khích sự giúp đỡ của mọi người.

### Tuyển chọn diễn viên
Ngày 2 tháng 8 năm 2020, các nhà làm phim chính thức công bố diễn viên Hồ Ca sẽ là người đảm nhận vai nam chính của bộ phim. Ngày 3 tháng 11 năm 2022, ba cái tên Mã Y Lợi, Đường Yên, và Tân Chỉ Lôi được hé lộ là những diễn viên sẽ đảm nhận ba vai nữ chính của phim.

### Quay phim
Phồn hoa chính thức được bấm máy tại Thượng Hải vào ngày 10 tháng 9 năm 2020. Bối cảnh chính của phim là đường Hoàng Hà được xây dựng lại theo tỉ lệ 1:1 tại phim trường Thượng Hải ở quận Tùng Giang của Thượng Hải.
Tháng 10 năm 2022, giám đốc hình ảnh Bào Đức Hy tiết lộ đạo diễn Vương Gia Vệ sẽ quay mỗi tập phim dài 50 phút theo cách tiếp cận kiểu phim điện ảnh, vì vậy tổng thời gian quay cả bộ phim truyền hình này sẽ kéo dài tới trên 3 năm. Tháng 1 năm 2023, chủ tịch Tập đoàn điện ảnh Thượng Hải cho biết bộ phim sẽ được đóng máy và công chiếu trong năm 2023.

## Quảng bá và công chiếu
Ngày 7 tháng 6 năm 2021, đoạn phim ngắn giới thiệu (trailer) đầu tiên của phim với tựa đề Thời quang như thủy (tiếng Trung: 时光如水) được công bố với sự xuất hiện của nhân vật A Bảo do Hồ Ca thủ diễn. Ngày 3 tháng 11 năm 2022, trailer thứ hai của phim với tựa đề Phồn hoa tự cẩm (tiếng Trung: 繁花似锦) được giới thiệu với sự xuất hiện của ba nhân vật nữ chính của phim cùng bối cảnh của đường Hoàng Hà. Bộ phim chính thức được công chiếu lần đầu tiên từ ngày 27 tháng 12 năm 2023 đến 9 tháng 1 năm 2024 trên các nền tảng của CCTV-8 và Tencent Video trong khung giờ vàng (19:30) với thời lượng 46 phút mỗi tập, kéo dài tổng cộng 30 tập.

## Đánh giá
Sau khi bộ phim kết thúc công chiếu lần đầu tiên vào ngày 9 tháng 1 năm 2023, bộ phim được trên 210.000 người dùng của trang Douban chấm điểm trung bình 8.4/10.